# Erik Perwe

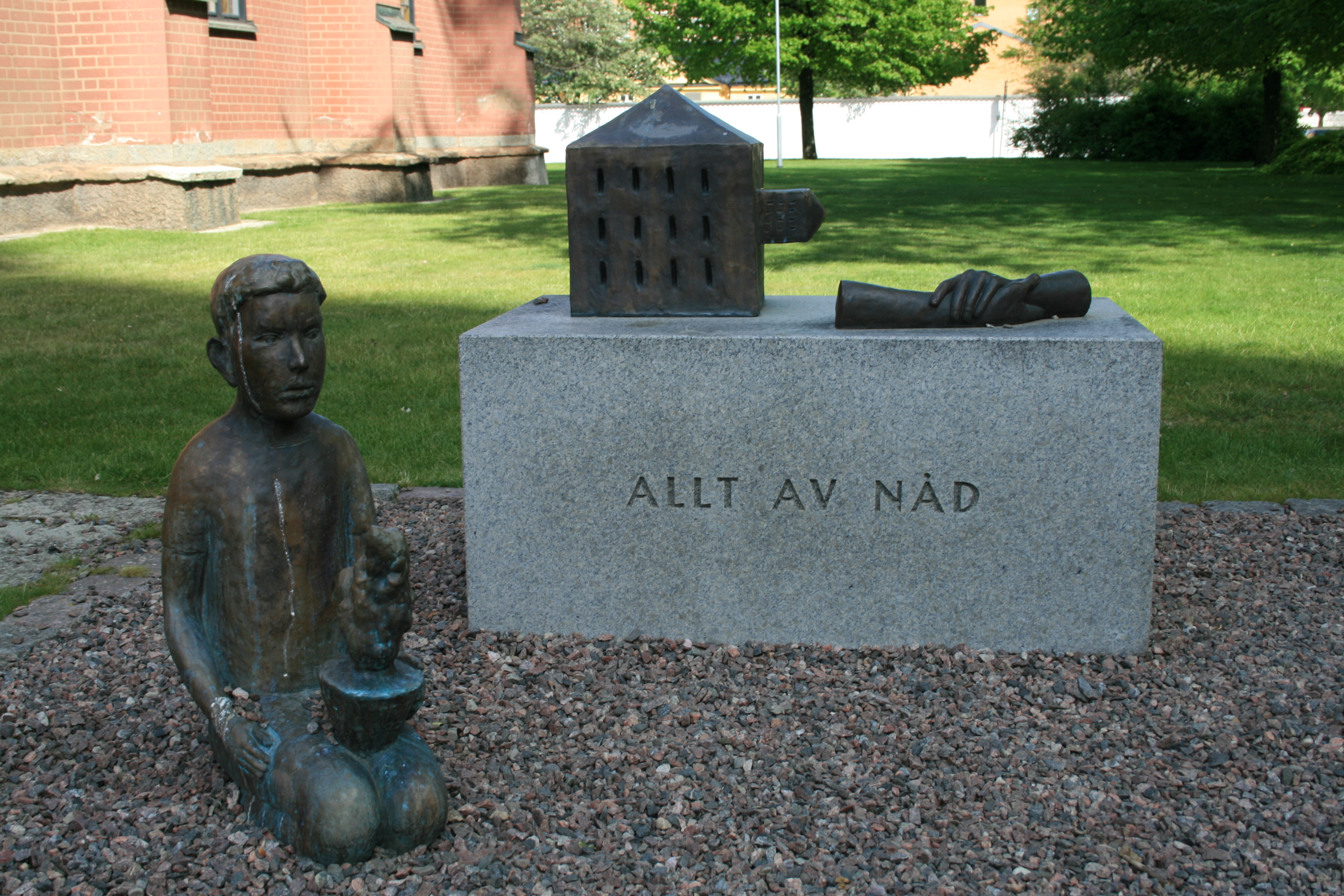
Denkmal für Erik Perwe auf dem Deutschen Markt in Norrköping

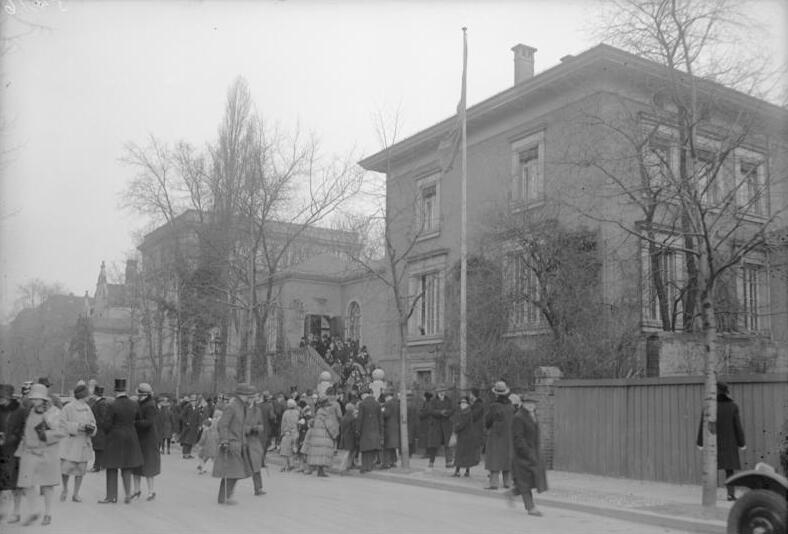
Schwedische Kirche in Berlin-Wilmersdorf, von 1942 bis 1944 Wirkungsstätte von Erik Perwe

Erik Perwe (* 1. Januar 1905 in Karlskrona, Schweden; † 29. November 1944 in der Ostsee) war ein schwedischer Pfarrer und Gegner des Nationalsozialismus.

## Leben
Nach seiner Ausbildung wurde Erik Perwe zunächst Pfarrer in der Pfarrei Hedvig in Norrköping.
Am 26. März 1933 heiratete er in Asarum die Grundschullehrerin Martha Sofia Aurora Werkström (1901–1979).
Im Jahr 1942 wurde er Nachfolger von Birger Forell als Pfarrer der Schwedischen Victoria-Gemeinde in Berlin. Als solcher setzte er sich erfolgreich für die Flucht unzähliger vom Nationalsozialismus verfolgter Menschen ein, darunter vor allem Juden aus Berlin und dem Deutschen Reich. 
Er starb im November 1944 bei einem Flugzeugabsturz auf der Strecke Berlin-Malmö in der Ostsee.

## Ehrungen
In der DDR wurde in der Stadt Stolberg (Harz) ein Kinderkurheim nach ihm benannt. 
In Berlin-Wilmersdorf wurde eine Gedenktafel an der Wand der Schwedischen Schule in der Landhausstraße 28 angebracht.
Im Jahr 1999 wurde eine Skulptur von ihm an der Hedvigkirche (Deutsche kirche) auf dem Deutschen markt in Norrköping aufgestellt, die von Bianca Maria Barmen geschaffen worden ist. Sie trägt den sinngemäßen Text Im Zweiten Weltkrieg waren in Berlin die humanitären Bemühungen von Erik Perwe von unschätzbarem Wert. Er rettete Hunderte von Bedrohten und Verfolgten, vor allem Juden vor dem Tod.
2006 erhielt Erik Perwe die israelische Auszeichnung Gerechter unter den Völkern.